# Гувна
Гувна је насељено место у Босни и Херцеговини у општини Доњи Вакуф. Административно припада Федерацији Босне и Херцеговине, односно њеном Средњобосанском кантону. Према попису становништва из 2013. у насељу је живело 180 становника, а већину популације чинили су Бошњаци.

## Становништво
По последњем службеном попису становништва из 2013. године у насељу Гувна живело је 180 становника. Етничку већину у селу чине Бошњаци.
| Националност | 2013. | 1991.        | 1981.        | 1971.        |
| Бошњаци      | —     | 175 (60,55%) | 166 (58,04%) | 188 (55,62%) |
| Хрвати       | —     | 81 (28,03%)  | 88 (30,77%)  | 124 (36,69%) |
| Срби         | —     | 29 (10,03%)  | 24 (8,04%)   | 26 (7,7%)    |
| Југословени  | —     | 3 (1,03%)    | 8 (2,8%)     | —            |
| остали       | —     | 1 (0,34%)    | —            | —            |
| Укупно       | 180   | 289          | 286          | 338          |